# سینه‌سرخ پیسه سیاه
سینه‌سرخ پیسه سیاه (نام علمی: Copsychus cebuensis) نام یک گونه از سرده سینه‌سرخ پیسه است.